# Зінкверк

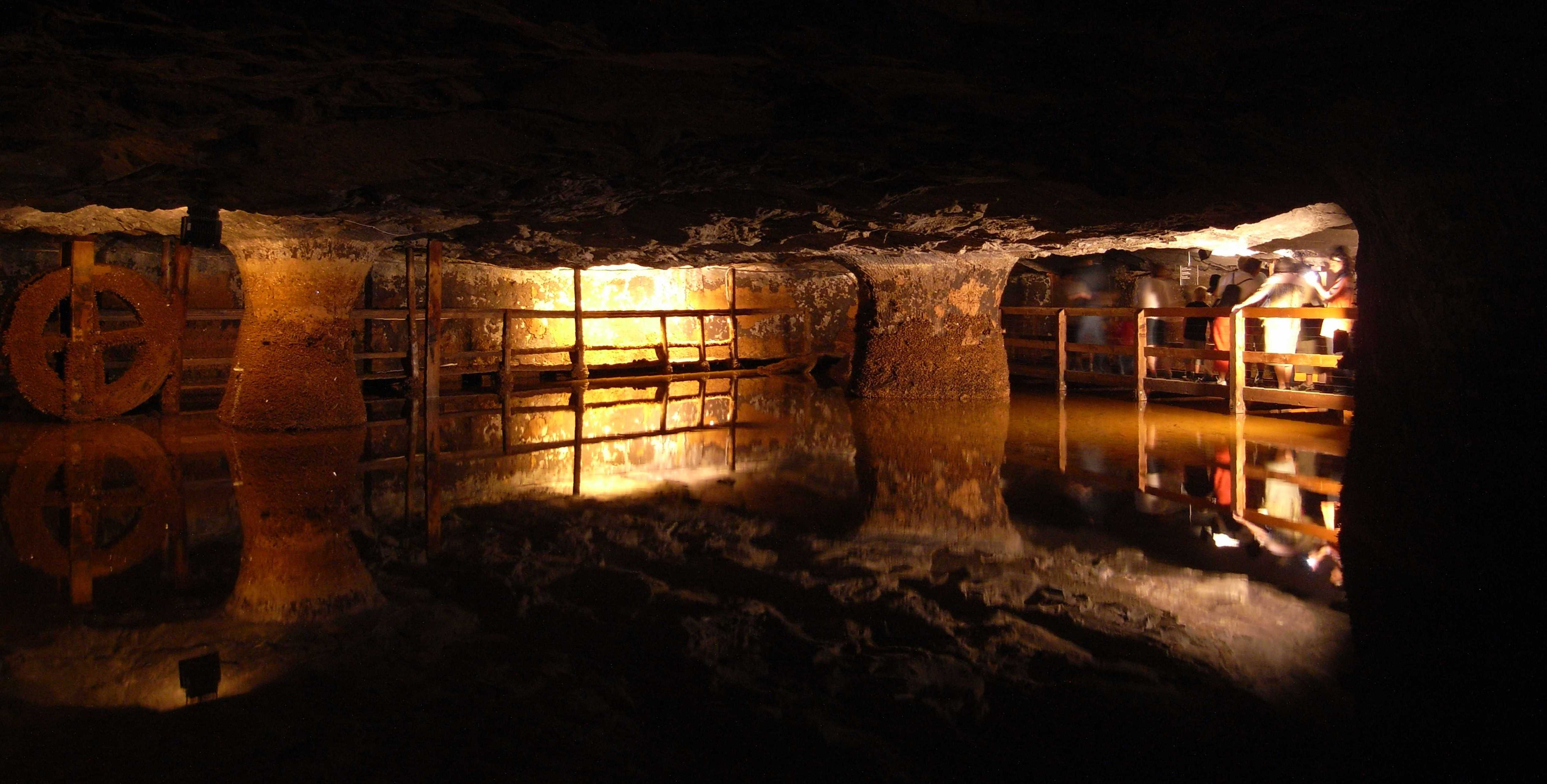
Зінкверк у соляній шахті Бекс

Зінкверк — сформований у соляному масиві простір, заповнений водою. Вода вимиває сіль у розсіл, який використовується для отримання хлориду натрію. Зінкверк — метод видобутку солі з родовищ солі в гірських районах. Це один із найдавніших методів вилучення солі з куполів солі.
Цей підхід зазвичай застосовується, коли родовища солі сильно забруднені (або, як варіант, коли вміст солі у родовищі низький), так що видобуток кам'яної солі неможливий.